# Comuna Moldova-Sulița, Suceava
Moldova-Sulița este o comună în județul Suceava, Bucovina, România, formată din satele Benia și Moldova-Sulița (reședința).

## Geografia
Comuna Moldova-Sulița este situată în N-V Județului Suceava, la poalele Obcinilor Bucovinei, pe râul Moldova. Acest râu izvorăște chiar de pe teritoriul comunei, de sub Muntele Plai.
Vecinii comunei Moldova-Sulița sunt comunele Breaza, Moldovița, Izvoarele Sucevei și Cârlibaba.
Comuna Moldova-Sulița se află la 45 km de orașul Câmpulung Moldovenesc, înspre granița cu Ucraina, pe DJ 175.

## Demografie
Componența etnică a comunei Moldova-Sulița
     Români (51,29%)
     Ucraineni (35,97%)
     Romi (2,69%)
     Alte etnii (0%)
     Necunoscută (10,05%)
Componența confesională a comunei Moldova-Sulița
     Ortodocși (88,81%)
     Alte religii (1,08%)
     Necunoscută (10,11%)
Conform recensământului efectuat în 2021, populația comunei Moldova-Sulița se ridică la 1.671 de locuitori, în scădere față de recensământul anterior din 2011, când fuseseră înregistrați 1.865 de locuitori. Majoritatea locuitorilor sunt români (51,29%), cu minorități de ucraineni (35,97%) și romi (2,69%), iar pentru 10,05% nu se cunoaște apartenența etnică. Din punct de vedere confesional, majoritatea locuitorilor sunt ortodocși (88,81%), iar pentru 10,11% nu se cunoaște apartenența confesională.

## Politică și administrație
Comuna Moldova-Sulița este administrată de un primar și un consiliu local compus din 11 consilieri. Primarul, Petru Jecalo[*], de la Partidul Național Liberal, este în funcție din 2008. Începând cu alegerile locale din 2024, consiliul local are următoarea componență pe partide politice:
|  | Partid                           | Consilieri | Componența Consiliului | Componența Consiliului | Componența Consiliului | Componența Consiliului | Componența Consiliului | Componența Consiliului | Componența Consiliului |
|  | -------------------------------- | ---------- | ---------------------- | ---------------------- | ---------------------- | ---------------------- | ---------------------- | ---------------------- | ---------------------- |
|  | Partidul Național Liberal        | 7          |                        |                        |                        |                        |                        |                        |                        |
|  | Partidul Social Democrat         | 2          |                        |                        |                        |                        |                        |                        |                        |
|  | Uniunea Ucrainenilor din România | 1          |                        |                        |                        |                        |                        |                        |                        |
|  | Alianța pentru Unirea Românilor  | 1          |                        |                        |                        |                        |                        |                        |                        |

## Recensământul din 1930
Componența etnică a comunei Moldova-Sulița
     Români (19,04%)
     Germani (2,9%)
     Evrei (4,99%)
     Ruteni (52,4%)
     Ruși (1,09%)
     Huțuli (17,14%)
     Cehi\Slovaci (0,09%)
     Altă etnie (2,35%)
Componența confesională a comunei Moldova-Sulița
     Ortodocși (90,3%)
     Romano-catolici (0,73%)
     Mozaici (4,99%)
     Evanghelici\Luterani (2,27%)
     Greco-catolici (1,63%)
     Altă religie (0,08%)
Conform recensământului efectuat în 1930, populația comunei Moldova-Sulița se ridica la 1.103 locuitori. Majoritatea locuitorilor erau ruteni (52,4%), cu o minoritate de germani (2,9%), una de evrei (4,99%), una de ruși (1,09%), una de huțuli (17,14%), una de români (19,04%) și una de cehi\ slovaci (0,09% persoană). Din punct de vedere confesional, majoritatea locuitorilor erau ortodocși (90,3%), dar existau și romano-catolici (0,73%), mozaici (4,99%), evanghelici\luterani (2,27%), greco-catolici (1,63%) și religie nedeclarată (0,08%).

## Educația
În comună există 2 grădinițe, o școală cu clasele I-VIII și 3 școli cu clasele I-IV, în satul Benia și respectiv cătunele Cruhla și Hrobi. Sunt înscriși în anul școlar 2008/2009 un număr de 212 elevi, de a căror educație se vor ocupa 17 cadre didactice
În cadrul Școlii Moldova Sulița funcționează un cerc de încondeiat ouă în culorile specifice zonei, respectiv roșu, verde, albastru și galben și un centru de interculturalitate în cadrul căruia se organizează sesiuni de comunicare, ședințe cu reprezentanții părinților și ai comunității locale, un cerc de dansuri populare și unul de limbi străine.

### Școala Moldova Sulița
O primă școală în Moldova-Sulița a fost înființată pe la 1863 de către autoritățile Bucovinei Austriece. Școala a fost întreruptă în timpul Primului Război Mondial. Una nouă a apărut după unirea Bucovinei cu România, în 1923.

## Economia
Economia comunei Moldova-Sulița se bazează pe agricultură de subzistență, exploatarea lemnului, zootehnie și turism.
Exploatarea lemnului s-a făcut exagerat în ultimele decenii, pădurile ocupând cca. 38% din suprafața teritoriului comunei și fiind aproape în întregime particulare (retrocedate). Această exploatare comercială (și distructivă) se apropie de sfârșit, eforturile de refacere a pădurilor și de dezvoltare a exploatării durabile și ecologice urmând a da roade într-un termen relativ îndepărtat. Se dezvoltă în schimb tot mai mult zootehnia, prin creșterea vacilor pentru lapte și a tăurașilor pentru carne, dar și turismul.

## Turismul
Turismul în comuna Moldova-Sulița este în dezvoltare.
Un punct turistic foarte important este Herghelia Lucina, unde se află și pensiunea cu același nume. La aceasta se adaugă și trei rezervații naturale: Răchitișul Mare (cu strugurele ursului), Tinovul Găina - Lucina și Cheile Lucavei, prin care se ajunge la Herghelia Lucina de cai huțuli.
Ca avantaje turistice sunt de menționat tradițiile locale de Paști, de Crăciun, de Rusalii ș.a.m.d., tradiții bucovinene străvechi, la care se adaugă pitorescul tradițiilor huțule. Deși huțulii sunt sub 8% din populație, relațiile într-adevăr frățești dintre români și huțuli din comuna Moldova-Sulița s-au manifestat și în sprijinirea tradițiilor huțule, în care se implică adesea și majoritatea românească. Formația de dansuri populare este un exemplu în această privință, alături de grupele școlare organizate pentru comunitatea huțulă și altele asemenea.
Arta încondeierii ouălelor este alt punct de atracție turistică, ea fiind dezvoltată în comuna Moldova-Sulița la cel mai înalt nivel.

## Obiective turistice
- Herghelia Lucina
- Găina - Lucina (sit de importanță comunitară),
- Obcinele Bucovinei (sit de importanță comunitară inclus în rețeaua europeană Natura 2000 în România),
- Obcina Feredeului (arie de protecție specială avifaunistică (sit SPA).

## Personalități născute aici
- Elisabeta Lazăr (1970 - 2014), călugăriță canonizată.